# Pourquoi nos enfants deviennent ce qu'ils sont
 (août 2022).
La mise en forme du texte ne suit pas les recommandations de Wikipédia : il faut le « wikifier ».
Les points d'amélioration suivants sont les cas les plus fréquents. Le détail des points à revoir est peut-être précisé sur la page de discussion.
- Les titres sont pré-formatés par le logiciel. Ils ne sont ni en capitales, ni en gras.
- Le texte ne doit pas être écrit en capitales (les noms de famille non plus), ni en gras, ni en italique, ni en « petit »…
- Le gras n'est utilisé que pour surligner le titre de l'article dans l'introduction, une seule fois.
- L'italique est rarement utilisé : mots en langue étrangère, titres d'œuvres, noms de bateaux, etc.
- Les citations ne sont pas en italique mais en corps de texte normal. Elles sont entourées par des guillemets français : « et ».
- Les listes à puces sont à éviter, des paragraphes rédigés étant largement préférés. Les tableaux sont à réserver à la présentation de données structurées (résultats, etc.).
- Les appels de note de bas de page (petits chiffres en exposant, introduits par l'outil «  Source ») sont à placer entre la fin de phrase et le point final[comme ça].
- Les liens internes (vers d'autres articles de Wikipédia) sont à choisir avec parcimonie. Créez des liens vers des articles approfondissant le sujet. Les termes génériques sans rapport avec le sujet sont à éviter, ainsi que les répétitions de liens vers un même terme.
- Les liens externes sont à placer uniquement dans une section « Liens externes », à la fin de l'article. Ces liens sont à choisir avec parcimonie suivant les règles définies. Si un lien sert de source à l'article, son insertion dans le texte est à faire par les notes de bas de page.
- La présentation des références doit suivre les conventions bibliographiques. Il est recommandé d'utiliser les modèles {{Ouvrage}}, {{Chapitre}}, {{Article}}, {{Lien web}} et/ou {{Bibliographie}}. Le mode d'édition visuel peut mettre en forme automatiquement les références.
- Insérer une infobox (cadre d'informations à droite) n'est pas obligatoire pour parachever la mise en page.

Pour une aide détaillée, merci de consulter Aide:Wikification.
Si vous pensez que ces points ont été résolus, vous pouvez retirer ce bandeau et améliorer la mise en forme d'un autre article.
Pourquoi nos enfants deviennent ce qu'ils sont est un livre de la psychologue Judith Rich Harris. Il a été publié pour la première fois en anglais sous le titre The Nurture Assumption en 1998. Le livre a été finaliste du prix Pulitzer de l'essai en 1999.

« Cette thèse repose en effet sur l'idée que le développement des enfants doit tout à leurs gènes et à la manière dont leurs parents les élèvent. C'est ce que j'appelle l'hypothèse du primat de l'éducation parentale. J'ai dû attendre d'avoir élevé mes deux enfants et d'avoir participé à la rédaction de trois éditions d'un manuel universitaire sur le développement de l'enfant pour commencer à mettre cette hypothèse en doute. Et ce n'est que tout récemment que j'en suis arrivée à la conclusion que cette hypothèse est fausse. »

— Pourquoi nos enfants deviennent ce qu'ils sont, Robert Laffont, 1999

## Résumé
Harris conteste l'idée que la personnalité des adultes est principalement déterminée par la manière dont ils ont été élevés par leurs parents. Elle examine les études qui prétendent montrer l'influence de l'environnement parental et affirme que la plupart ne parviennent pas à contrôler les influences génétiques. Par exemple, si les parents agressifs sont plus susceptibles d'avoir des enfants agressifs, ce n'est pas nécessairement la preuve de l'exemple parental. Il se peut aussi que l'agressivité ait été transmise par les gènes. En effet, de nombreux enfants adoptés montrent peu de corrélation avec la personnalité de leurs parents adoptifs, et une corrélation significative avec les parents naturels qui n'ont pas participé à leur éducation.
Le rôle de la génétique dans la personnalité est depuis longtemps accepté dans la recherche psychologique. Cependant, même des jumeaux identiques, qui partagent les mêmes gènes, ne sont pas exactement identiques, de sorte que l'héritage n'est pas le seul déterminant de la personnalité. Les psychologues ont eu tendance à supposer que le facteur non génétique est l'éducation parentale, l'"environnement". Cependant, Harris soutient que c'est une erreur d'utiliser "éducation parentale"... [comme] synonyme d'"environnement." De nombreuses études sur les jumeaux n'ont pas réussi à trouver un lien fort entre l'environnement familial et la personnalité. Les jumeaux identiques diffèrent à peu près dans la même mesure, qu'ils soient élevés ensemble ou séparés. Les frères et sœurs adoptifs ont une personnalité aussi différente que les enfants non apparentés.
Harris s'oppose également aux effets du rang de naissance,. Elle déclare:
« Les effets de l'ordre de naissance me font penser à ces formes que vous avez l'impression d'apercevoir du coin de l’œil et qui disparaissent dès que vous regardez plus attentivement. S'ils ne cessent de réapparaître, c'est uniquement parce qu'il y a des gens qui continuent à les chercher, à analyser et réanalyser leurs données jusqu'à ce qu'ils les aient enfin trouvés. »
L'idée la plus innovante de Harris était de s'intéresser aux influences en dehors du cercle familial et de désigner le groupe de pairs comme un facteur influençant beaucoup la personnalité de l'enfant. Par exemple, les enfants d'immigrants apprennent facilement la langue du pays d'accueil et parlent avec l'accent de leurs pairs plutôt que celui de leurs parents. Les enfants s'identifient à leurs camarades de classe et de jeu plutôt qu'à leurs parents. Ils modifient leur comportement pour s'adapter au groupe de pairs, ce qui aide finalement à former le caractère de l'individu.

## Réception
The Nurture Assumption et sa traduction française ont reçu divers types de commentaires.
À sa sortie, il a fait l'objet d'une couverture médiatique aux États-Unis : un portrait dans le New Yorker, une critique dans le New York Times, et une couverture de Newsweek avec le titre "Do Parents Matter ?". Le neuroscientifique Robert Sapolsky dit que ce livre est "basé sur une science solide". Le psychologue Steven Pinker de Harvard prédit en 2009 que le livre "sera considéré comme un tournant dans l'histoire de la psychologie".
Cependant, le psychologue Frank Farley affirme qu'Harris "prend une position extrême basée sur un ensemble limité de données. Sa thèse est absurde à première vue, mais pensez à ce qui pourrait arriver si les parents croyaient ce genre de choses !". Wendy Williams, qui étudie comment l'environnement affecte le QI, soutient qu'"il existe de très nombreuses bonnes études qui montrent que les parents peuvent affecter la façon dont les enfants se développent à la fois dans les capacités cognitives et le comportement". Le psychologue Jerome Kagan soutient que Harris "ignore certains faits importants, ceux qui sont incompatibles avec les conclusions de ce livre".
Harris rejette l'idée que The Nurture Assumption encouragera les parents à négliger ou à maltraiter leurs enfants. Elle soutient que les parents continueront à bien traiter leurs enfants "pour la même raison que vous êtes gentil avec vos amis et votre conjoint, même si vous n'avez aucun espoir de façonner leur caractère. Pour la même raison que vos arrière-grands-parents étaient gentils avec leurs enfants, même s'ils ne croyaient pas à l'hypothèse de l'influence parentale". Elle était également frustrée que les nuances de sa théorie soient occultées derrière des affirmations simplistes qu'on lui attribue à tort, tels que "Les parents ne comptent pas" ou "Tout est dans les gènes".

## Commentaires
- « Do Parents Matter? », Malcolm Gladwell, The New Yorker, 17 août 1998.
- Revue Psychopage, Richard Niolon.
- « Peer Pressure », Carol Tavris, New York Times, 13 septembre 1998.
- Brian Boutwell (trad. Peggy Sastre), « Et si les parents n'avaient pas d'influence sur leurs enfants », Le Point,‎ mai 2019
- Helène Vaillé, « Pourquoi nos enfants deviennent ce qu'ils sont », Sciences humaines,‎ novembre 2003